# Tokairin Akira
Akira Tokairin (sinh ngày 8 tháng 7 năm 1983) là một cầu thủ bóng đá người Nhật Bản.

## Sự nghiệp câu lạc bộ
Akira Tokairin đã từng chơi cho Urawa Reds.